# 작화 붕괴
작화 붕괴(作畫崩壞)는 애니메이션 작품의 작화 퀄리티가 질서를 잃고 크게 저하되는 것을 가리키는 말이다. 줄여서 작붕이라고도 불린다.

## 개요
애니메이션 제작 단계에서 납품까지 품질이 제대로 관리가 되지 않는 경우에 발생한다. 작화 붕괴의 예들은 많지만, 캐릭터의 그림과 원근감에 차질이 생기거나 캐릭터의 움직임이 부자연스럽게 되거나, 그림 물감 오류 등이 발생하는 예를 들 수 있다. 너무 극단적인 작화 붕괴는 불명예스러운 형태로 시청자들 사이에서 화제가 될 수 있다. 

## 같이 보기
- 애니메이션